# Осанаи, Каору
Каору Осанаи (яп. 小山内薫 Осанай Каору; 26 июля 1881 года — 25 декабря 1928 года) — японский прозаик, поэт, драматург, критик, переводчик, театральный деятель, режиссёр, педагог.
Один из основоположников движения за создание современной японской драмы и театра (сингэки).

## Биография
Родился в семье военного врача. После окончания в 1906 году литературного факультета Токийского университета, работал в театре, писал стихи и рассказы.
Вместе с драматургом Дзюнъитиро Танидзаки основал литературный журнал «Синситё» (яп. 新思潮 Новая мысль). В том же году совместно с Итикава Садандзи II, актёром театра кабуки, вернувшимся из Европы, стал основателем первого в Японии театра современной драмы «Дзию гэкидзё» (яп. 自由劇場 Свободный театр; в 1919 был закрыт). На его сцене, вдохновлённый лучшими образцами европейского реалистического театра поставил ряд пьес. Первой постановкой стала натуралистическая и модернистская драма «Йун Габриэль Боркман» Г. Ибсена.
Был горячим поклонником МХАТ. В 1912 году во время поездки в Европу для ознакомления с современным театром жил в России, изучал искусство МХТ, встречался с К. С. Станиславским и В. И. Немировичем-Данченко. Влияние школы МХТ сказалось на всей последующей деятельности Каору Осанаи.
В 1924 году вместе с театральным деятелем Хидзиката Ёси создал «Цукидзи сёгэкидзё» (яп. 築地小劇場 Малый театр), в котором ставились пьесы главным образом европейских драматургов, в том числе А. П. Чехова, М. Горького, Г. Ибсена, У. Шекспира.
В 1928 посетил СССР. По возвращении реорганизовал театр «Цукидзи сёгэкидзё», который хотел сделать театром, живо откликающимся на современные политические события, создающим высокохудожественные сценические произведения.
Сыграл важную роль в истории кино, в 1920 году был нанят кинокомпанией «Сётику» (Shochiku) и возглавил актёрскую школу. В 1921 году Каору Осанаи основал при компании «Сётику» исследовательский институт «Сётику-кинэма» (Shochiku Kinema), в котором начали свою деятельность многие крупные японские режиссёры и актёры — Генри Котани, Дайскэ Ито, Кёхико Усихара, Дэнмэй Судзуки и Ясудзиро Симадзу.
Снимался в кино («Rojô no reikion» (1921) и Gendai nihon bungaku junrei (Короткометражный, 1927), в 1920 году — режиссёр документального фильма «Tanba no ayabe». Выступал и как продюсер .

## Творчество
Дебютировал как поэт в 1903 году со сборником стихов «Прощание на лугу». Ещё будучи студентом университета, опубликовал первую пятиактную пьесу «Хисэнтоин» («Невоеннообязанный», 1904), писал стихи, рассказы, повести, критические статьи, но стал популярным как драматург (пьесы «Первый мир», 1921; «Сын», 1922; «Мори Юрэй», 1926, и др.), также переводил произведения западных драматургов, рассказы и пьесы русских писателей (А. Чехова, М. Горького).
Был исследователем экспрессионистического театра. Автор ряда статей об экспрессионизме: «„С утра до ночи“ Кайзера» (1922), «О пьесе Газенклевера „Люди“» (1923), «Изучение пьес экспрессионистов» (1925) и др.
Вошёл в историю, как «Отец сингэки» — современного японского театра и киноискусства Японии.
Каору Осанаи преподавал также в Университете Кэйо.